# Querstedt
Querstedt ist eine Ortschaft und ein Ortsteil der Stadt Bismark (Altmark) im Landkreis Stendal in Sachsen-Anhalt (Deutschland).

## Geographie

### Lage
Querstedt, ein Straßendorf mit Kirche, liegt im Süden der Altmark, etwa 15 Kilometer westlich von Stendal. Das leicht hügelige Gebiet um Querstedt (bis 57 m ü. NHN) wird durch den Graben vom Rassauer Grund entwässert, der im Norden in den Secantsgraben strömt. Die Ortschaft wird im Süden von der oberen Uchte, an der das Dorf Deetz liegt, begrenzt.
Nachbarorte sind Badingen im Nordwesten, Kläden im Norden, Steinfeld (Altmark) im Nordosten und Deetz im Süden.

### Ortschaftsgliederung
Zur Ortschaft Querstedt gehören die Ortsteile Querstedt (mit der Wüstung Rassau) und Deetz.

## Geschichte

### Mittelalter bis Neuzeit
Der Ort wurde erstmals 1278 als Querstede erwähnt, als die Markgrafen Johann, Otto und Konrad dem Kloster Neuendorf Eigentum an einigen Dörfern überließen. Im Jahr 1287 vereigneten die Markgrafen Otto und Konrad das Dorf Quernstede, das Ritter Ludolf von Ronstede resigniert hatte, dem Kloster Neuendorf. Im Landbuch der Mark Brandenburg von 1375 wird das Dorf als Querstede mit 19 Hufen aufgeführt, davon gehörten 2 dem Lehnschulzen. Im Jahre 1687 heißt das Dorf Querstedt, so auch 1804, als es im Dorf zwei Zimmerleute gab, eine Schmiede und eine Windmühle. Die Mühle stand südlich des Weges nach Badingen.
Um den zurückgesetzten schiefergedeckten Spitzhelm der Kirche führte ein Umgang mit einem Geländer aus Flintenläufen aus der Schlacht bei Waterloo, die der Gemeinde vom preußischen König 1846 geschenkt worden waren. Bei der Dacherneuerung 1977 wurden die letzten Flintenläufe entfernt.

### Landwirtschaft
Bei der Bodenreform wurden 1945 ermittelt: 45 Besitzungen unter 100 Hektar hatten zusammen 619, eine Kirchenbesitzung hatte 3 Hektar und eine Gemeindebesitzung 1 Hektar Land. Im Jahre 1953 entstand die erste Landwirtschaftliche Produktionsgenossenschaft vom Typ III, die LPG „1. Mai“. 1978 wurde eine LPG Pflanzenproduktion gegründet, die 1991 aufgelöst wurde. Die später zusammenschlossenen anderen LPGs trennten sich 1991 auf in LPG Badingen, Querstedt, Vinzelberg, Staats und Gut Wittenmoor. Die LPG (T) „1. Mai“ Querstedt wurde 1991 in eine eingetragene Genossenschaft, die Agrargenossenschaft Querstedt eG umgewandelt.

### Herkunft des Ortsnamens
Heinrich Sültmann deutet die Namen 1278 querstede, 1540 querstedte, als althochdeutsch „quirn, quern“ für „Mühle“. Die Endung ist nordthüringisch. Übersetzt heißt der Ort damit „Mühlenstätte“.

### Eingemeindungen
Ursprünglich gehörte das Dorf zum Stendalischen Kreis der Mark Brandenburg in der Altmark. Zwischen 1807 und 1813 lag der Ort im Landkanton Stendal auf dem Territorium des napoleonischen Königreichs Westphalen. Ab 1816 gehörte die Gemeinde zum Landkreis Stendal.
Am 25. Juli 1952 kam Querstedt zum Kreis Stendal. Am 1. Juli 1973 wurde die Gemeinde Deetz in Querstedt eingemeindet.
Bis zum 31. Dezember 2009 war Querstedt eine selbständige Gemeinde im Landkreis Stendal mit dem zugehörigen Ortsteil Deetz.
Der Gemeinderat der Gemeinde Querstedt beschloss am 22. Juni 2009 die Zustimmung zu einem Gebietsänderungsvertrag, wodurch ihre Gemeinde aufgelöst und Teil einer neuen Einheitsgemeinde mit dem Namen Stadt Bismark (Altmark) wurde. Dieser Vertrag wurde vom Landkreis als unterer Kommunalaufsichtsbehörde genehmigt und trat am 1. Januar 2010 in Kraft.
In der eingeflossenen Gemeinde und nunmehrigen Ortschaft Querstedt wurde ein Ortschaftsrat mit anfangs fünf Mitgliedern einschließlich Ortsbürgermeister gebildet.

### Einwohnerentwicklung

#### Gemeinde
| Jahr | Einwohner |
| ---- | --------- |
| 1734 | 129       |
| 1772 | 132       |
| 1790 | 109       |
| 1798 | 153       |
| 1801 | 156       |
| 1818 | 144       |
| 1840 | 180       |
| 1864 | 215       |
| 1871 | 213       |
| 1885 | 182       |

| Jahr | Einwohner |
| ---- | --------- |
| 1892 | [00]161   |
| 1895 | 174       |
| 1900 | [00]172   |
| 1905 | 176       |
| 1910 | [00]176   |
| 1925 | 188       |
| 1939 | 174       |
| 1946 | 389       |
| 1964 | 229       |
| 1971 | 201       |

| Jahr | Einwohner |
| ---- | --------- |
| 1981 | 309       |
| 1985 | [00]299   |
| 1990 | [00]266   |
| 1993 | 271       |
| 1995 | [00]243   |
| 2000 | [00]250   |
| 2006 | [00]234   |
| 2007 | [00]226   |
| 2008 | [00]232   |
| 2009 | [00]217   |

Quelle, wenn nicht angegeben, bis 1993:

#### Ortsteil
| Jahr | Einwohner |
| ---- | --------- |
| 2018 | [00]93    |
| 2020 | [00]77    |
| 2021 | [00]77    |
| 2022 | [0]73     |
| 2023 | [0]83     |

## Religion
Die evangelische Kirchengemeinde Querstedt, die früher zur Pfarrei Badingen in der Provinz Sachsen gehörte, wird heute betreut vom Pfarrbereich Kläden im Kirchenkreis Stendal im Bischofssprengel Magdeburg der Evangelischen Kirche in Mitteldeutschland. Die ältesten überlieferten Kirchenbücher für Querstedt stammen aus dem Jahre 1701. Ältere Einträge sind bei Badingen zu finden.
Die katholischen Christen gehören zur Pfarrei St. Anna in Stendal im Dekanat Stendal im Bistum Magdeburg.

## Politik

### Ortsbürgermeisterin
Vilma Wendlandt ist seit Juli 2019 Ortsbürgermeisterin der Ortschaft Querstedt.
Die letzte Bürgermeisterin der Gemeinde Querstedt war Petra Steffens.

### Ortschaftsrat
Bei der Ortschaftsratswahl am 9. Juni 2024 errang die „Unabhängige Wählergemeinschaft Querstedt-Deetz“ alle 3 Sitze, genau wie bei der Wahl i, Jahr 2019. Der Kandidat der Partei Bündnis 90/Die Grünen errang keinen Sitz.
Es wurden zwei Frauen und ein Mann gewählt.
Von 144 Wahlberechtigten hatten 95 ihre Stimme abgegeben, die Wahlbeteiligung betrug damit 65,97 Prozent.

## Kultur und Sehenswürdigkeiten
- Die evangelische Dorfkirche Querstedt ist ein zweiteiliger Feldsteinbau mit einem im Kern romanischen Feldsteinsaal aus rechteckigem Schiff und quadratischem Westturm aus der ersten Hälfte des 13. Jahrhunderts.[29]
- Die Kirche steht auf dem Ortsfriedhof, der mit Backsteinmauern eingefasst ist.[11]
- Am Querstedter Weg nach Steinfeld (Altmark) sind Reste der Kirchenruine der Wüstung Rassau zu finden, die als Bodendenkmal geschützt ist. Der Flurname „Rassauer Grund“ erinnert an das frühere Dorf „Rissow“ an dieser Stelle.[4]

## Verkehr
In der Nähe von Querstedt führt die Landstraße (L 30) von Kläden nach Vinzelberg, wo sie nördlich von Vinzelberg die Bundesstraße 188 kreuzt.
Es verkehren Linienbusse und Rufbusse von stendalbus. Die nächsten Bahnhöfe sind Kläden an der Bahnstrecke Stendal–Uelzen und der Bahnhof Vinzelberg an der Berlin-Lehrter Eisenbahn Stendal–Wolfsburg.